# Chladek István
Chladek István (Budapest, 1954 –) vezérőrnagy, rendőrtiszt, titkosszolgálati tiszt, 1998–2002 között a Nemzetbiztonsági Szakszolgálat (NBSZ) főigazgatója volt.
1974-ben került a belügyminisztérium állományába. 1977-ben végezte el a Rendőrtiszti Főiskolát. 1990-ben a Nemzetbiztonsági Hivatalhoz (NBH) került. 1995-ben visszatért a Belügyminisztériumhoz, ahol az Országos Rendőr-főkapitányság főtanácsadójaként tevékenykedett 1998-ig.
1998-ban a Nemzetbiztonsági Szakszolgálathoz (NBSZ) került, ahol a főigazgató általános helyettesévé nevezték ki. Még ebben az évben az NBSZ korábbi vezetője, Hevesi Tóth Ferenc nyugállományba vonulása után, október 30-án a szervezet főigazgatójává nevezték ki. 1999. március 15-i hatállyal vezérőrnaggyá nevezték ki. Főigazgatói beosztását 2002-ig töltötte be.
2006-ban okleveles humánszervezői végzettséget szerzett a Pécsi Tudományegyetemen. 2012. augusztus 1-jétől nyugdíjasként a Magyar Nemzeti Vagyonkezelő Zrt. humánpolitikai és biztonsági főigazgatójaként dolgozott.